# 토머 시슬리

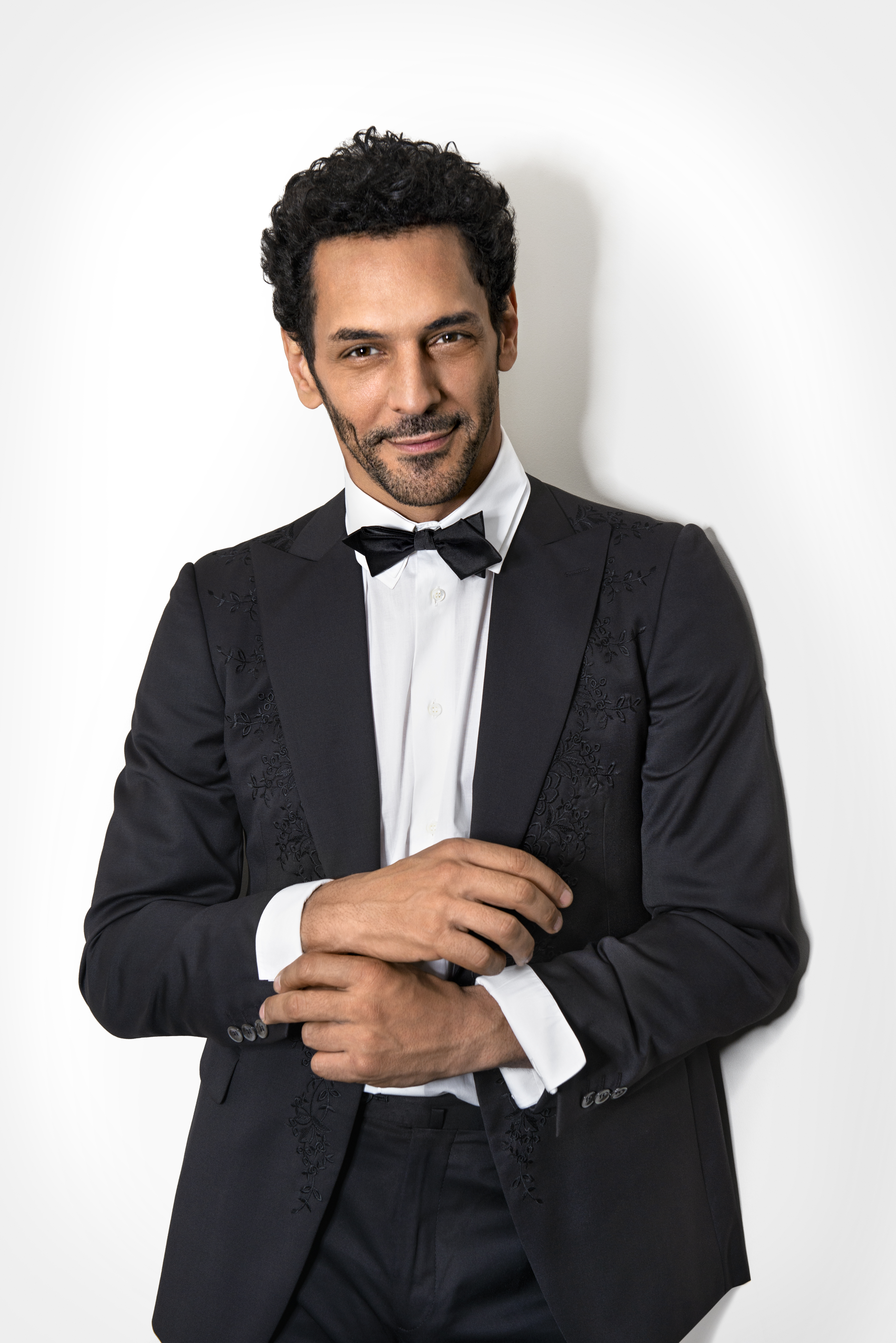
2019년 칸 영화제에서

토메르 시슬레(프랑스어: Tomer Sisley, 1974년 8월 14일 ~ )는 이스라엘계 프랑스인 배우, 희극인, 각본가, 영화 감독이다.
서베를린에서 태어났으며, 리투아니아와 벨라루스계 아버지와 예멘계 어머니 밑에서 자랐다.

## 출연 작품

### 영화
- 미로 (2003)
- 너와 나 (2006)
- 갱스터즈 (2007, Truands)
- 라르고 윈치 (2008) - 라르고 우인치 역
- 라르고 윈치 2 (2011) - 라르고 우인치 역
- 슬립리스 나이트 (2011, Nuit Blanche) - 뱅상 역
- 우리는 밀러 가족 (2013)
- 안젤리크 (2013, Angélique)
- 사우전 컷츠 (2017, Le serpent aux mille coupures)
- 돈 룩 업 (2021년) - 어둘 그릴리오 역

### 텔레비전
- 메시아 (2020)